# Liste der Stolpersteine in Duisburg-Hamborn
Die Liste der Stolpersteine in Duisburg-Hamborn enthält alle Stolpersteine, die im Rahmen des gleichnamigen Projekts von Gunter Demnig in Duisburg-Hamborn verlegt wurden. Mit ihnen soll an Opfer des Nationalsozialismus erinnert werden, die in Duisburg lebten und wirkten. In Duisburg lebten etwa 1300 Juden zur Zeit des Nationalsozialismus.

## Alt-Hamborn
| Adresse                 | Name              | Verlegedatum  | Inschrift | Bild | Anmerkung |
| ----------------------- | ----------------- | ------------- | --- | --- | --------- |
| Duisburger Straße 180 · | Fritz Sauer       |               | Hier wohnte Fritz Sauer Jg. 1891 deportiert 1942 ermordet in Theresienstadt                                               | |           |
| Duisburger Straße 180 · | Martha Sauer      |               | Hier wohnte Martha Sauer geb. Heymann Jg. 1899 deportiert 1942 Theresienstadt ermordet 1944                               | |           |
| Duisburger Straße 180 · | Paul Heymann      |               | Hier wohnte Paul Heymann Jg. 1901 Flucht 1937 Holland deportiert 1943 ermordet in Sobibor                                 | |           |
| Duisburger Straße 180 · | Rolf Sauer        |               | Hier wohnte Rolf Sauer Jg. 1925 deportiert 1942 ermordet in Izbica                                                        | |           |
| Emscherstraße 177 ·     | Julius Adler      |               | Hier wohnte Julius Adler Jg. 1894 im Widerstand verhaftet 1933 KZ Bürgermoor Sachsenhausen ermordet 1945 in Bergen-Belsen | |           |
| Emscherstraße 204 ·     | Elias Goldfarb    | 12. Nov. 2007 | Hier wohnte Elias Goldfarb Jg. 1895 deportiert 1941 ermordet in Riga                                                      | |           |
| Emscherstraße 204 ·     | Lina Goldfarb     | 12. Nov. 2007 | Hier wohnte Lina Goldfarb geb. Jäckel Jg. 1904 deportiert 1941 ermordet in Riga                                           | |           |
| Emscherstraße 204 ·     | Leo Goldfarb      | 12. Nov. 2007 | Hier wohnte Leo Goldfarb Jg. 1935 deportiert 1941 ermordet in Riga                                                        | |           |
| Emscherstraße 204 ·     | Edith Goldfarb    | 5. Juni 2023  | Hier wohnte Edith Goldfarb Jg. 1925 Flucht 1939 Holland 1940 England                                                      | Bild gesucht Der Benutzer GeorgDerReisende ( Diskussion ) wünscht sich an dieser Stelle ein Bild vom Ort mit diesen Koordinaten 51.4895114 6.7739681 . Motiv: Emscherstraße 204: die Stolpersteine für die Familie Goldfarb, die Lage und das Haus Falls du dabei helfen möchtest, erklärt die Anleitung , wie das geht. BW | [ 2 ]     |
| Emscherstraße 204 ·     | Bernhard Goldfarb | 5. Juni 2023  | Hier wohnte Bernhard Goldfarb Jg. 1928 Flucht 1939 Holland 1940 England                                                   | Bild gesucht Die Wikipedia wünscht sich an dieser Stelle ein Bild vom hier behandelten Ort. Falls du dabei helfen möchtest, erklärt die Anleitung , wie das geht. BW |           |

## Marxloh
| Adresse                     | Name                        | Verlegedatum                                                                                    | Inschrift | Bild            | Anmerkung |
| --------------------------- | --------------------------- | ----------------------------------------------------------------------------------------------- | --- | --------------- | --------- |
| Bayernstraße 68 ·           | Erich Brandt                | 13. Sep. 2018                                                                                   | Hier wohnte Erich Brandt Jg. 1883 deportiert 1941 Łodz/Litzmannstadt ermordet 10.9.1942 Chelmno/Kulmhof                            | Bild gesucht BW |           |
| Bayernstraße 68 ·           | Else Brandt                 | 13. Sep. 2018                                                                                   | Hier wohnte Else Brandt Jg. 1893 deportiert 1941 Łodz/Litzmannstadt ermordet 28.7.1942                                             |                 |           |
| Hagedornstraße 1 ·          | Israel Urbach               |                                                                                                 | | Bild gesucht BW |           |
| Hagedornstraße 1 ·          | Moses Urbach                |                                                                                                 | | Bild gesucht BW |           |
| Hagedornstraße 1 ·          | Sara Urbach                 |                                                                                                 | | Bild gesucht BW |           |
| Hagedornstraße 32 ·         | Ludwig Flachsbaum           |                                                                                                 | Hier wohnte Ludwig Flachsbaum Jg. 1890 deportiert 1942 ermordet in Izbica                                                          |                 |           |
| Hagedornstraße 32 ·         | Feige Flachsbaum            | Hier wohnte Feige Flachsbaum Jg. 1884 deportiert 1942 ermordet in Izbica                        | |                 |           |
| Hagedornstraße 32 ·         | Mariechen-Myrjam Flachsbaum | Hier wohnte Mariechen-Myrjam Flachsbaum Jg. 1920 deportiert ermordet in Izbica                  | |                 |           |
| Hagedornstraße 32 ·         | Max Flachsbaum              | Hier wohnte Max Flachsbaum Jg. 1925 Flucht 1939 Holland deportiert KZ Flossenbürg ermordet 1945 | |                 |           |
| Hagedornstraße 32 ·         | Werner Gottensträter        | Hier wohnte Werner Gottensträter Jg. 1921 deportiert 1941 Riga ermordet                         | |                 |           |
| Hagedornstraße 32 ·         | Berta Gottensträter         | Hier wohnte Berta Gottensträter geb. Herz Jg. 1900 deportiert 1941 Riga ermordet                | |                 |           |
| Hagedornstraße 32 ·         | Max Rosenkranz              | Hier wohnte Max Rosenkranz Jg. 1898 deportiert 1942 ermordet in Izbica                          | |                 |           |
| Hagedornstraße 32 ·         | Friederike Rosenkranz       | Hier wohnte Friederike Rosenkranz geb. Stern Jg. 1896 deportiert 1942 ermordet in Izbica        | |                 |           |
| Hagedornstraße 32 ·         | Alfred Liebmann             | 18. Feb. 2014                                                                                   | Hier wohnte Alfred Liebmann Jg. 1881 deportiert 1942 Riga ermordet                                                                 |                 |           |
| Hagedornstraße 32 ·         | Bernhardine Liebmann        | 18. Feb. 2014                                                                                   | Hier wohnte Bernhardine Liebmann Jg. 1881 deportiert 1942 Riga ermordet                                                            |                 |           |
| Henriettenstraße 9 ·        |                             |                                                                                                 | | Bild gesucht BW |           |
| Henriettenstraße 17 ·       | Simon Wites                 |                                                                                                 | Hier wohnte Simon Wites Jg. 1897 Flucht 1939 Belgien deportiert ermordet in Auschwitz                                              |                 |           |
| Henriettenstraße 17 ·       | Käte Wites                  |                                                                                                 | Hier wohnte Käte Wites geb. Alt Jg. 1911 Flucht 1939 Belgien deportiert ermordet in Auschwitz                                      |                 |           |
| Henriettenstraße 17 ·       | Günter Wites                |                                                                                                 | Hier wohnte Günter Wites Jg. 1931 deportiert ermordet im Lager Kosen                                                               |                 |           |
| Julius-Birck-Straße 24 ·    | Johann Brockel              |                                                                                                 | Hier wohnte Johann Brockel Jg. 1898 ermordet 1944 im KZ Sachsenhausen                                                              |                 |           |
| Kaiser-Wilhelm-Straße 301 · | Leo Gärtner                 |                                                                                                 | Hier wohnte Leo Gärtner Jg. 1900 deportiert 1941 ermordet in Riga                                                                  |                 |           |
| Kaiser-Wilhelm-Straße 301 · | Sara Gärtner                |                                                                                                 | Hier wohnte Sara Gärtner geb. Strassmann Jg. 1899 deportiert 1941 ermordet in Riga                                                 |                 |           |
| Kaiser-Wilhelm-Straße 301 · | Jakob Gärtner               |                                                                                                 | Hier wohnte Jakob Gärtner Jg. 1931 deportiert ermordet in Auschwitz                                                                |                 |           |
| Kaiser-Wilhelm-Straße 309 · | Alfred Weihl                |                                                                                                 | Hier wohnte Alfred Weihl Jg. 1892 deportiert 1942 ermordet 1943 in Auschwitz                                                       |                 |           |
| Kaiser-Wilhelm-Straße 309 · | Margarete Weihl             |                                                                                                 | Hier wohnte Margarete Weihl geb. Marburger Jg. 1896 interniert 1942 Westerbork deportiert Bergen-Belsen ermordet 1943 in Auschwitz |                 |           |
| Kaiser-Wilhelm-Straße 309 · | Johanna Marburger           |                                                                                                 | Hier wohnte Johanna Marburger geb. Kaufmann Jg. 1866 interniert 1944 Westerbork deportiert ermordet 1944 in Bergen-Belsen          |                 |           |
| Schwartzkopffstraße 17 ·    | Heinrich Schürg             |                                                                                                 | Hier wohnte Heinrich Schürg Jg. 1914 Erschossen 1933 von SA                                                                        |                 |           |
| Weseler Straße 12 ·         | Kalman Bressler             |                                                                                                 | Hier wohnte Kalman Bressler Jg. 1876 deportiert KZ Sachsenhausen ermordet 1941 im KZ Dachau                                        |                 |           |
| Weseler Straße 12 ·         | Henni Bressler              | Hier wohnte Henni Bressler geb. Jäckel Jg. 1877 deportiert ermordet im Ghetto                   | |                 |           |
| Weseler Straße 12 ·         | Felix Bressler              | Hier wohnte Felix Bressler Jg. 1915 Flucht 1936 Frankreich ermordet in Auschwitz                | |                 |           |
| Weseler Straße 87 ·         | Siegmund Neustädter         |                                                                                                 | Hier wohnte Siegmund Neustädter Jg. 1870 ermordet 1933 von Hitlerjungen                                                            |                 |           |
| Weseler Straße 129 ·        | Osias Stegmann              | 14. Dez. 2015                                                                                   | Hier wohnte Osias Stegmann Jg. 1888 „Polenaktion“ 1938 Bentschen / Zbaszyn Flucht 1939 Brasilien                                   |                 |           |
| Weseler Straße 129 ·        | Metel Stegmann              | 14. Dez. 2015                                                                                   | Hier wohnte Metel Stegmann Jg. 1894 „Polenaktion“ 1938 Bentschen / Zbaszyn Ghetto Warschau ermordet                                |                 |           |
| Weseler Straße 129 ·        | Sofie Stegmann              | 14. Dez. 2015                                                                                   | Hier wohnte Sofie Stegmann Jg. 1920 „Polenaktion“ 1938 Bentschen / Zbaszyn Schicksal unbekannt                                     |                 |           |
| Weseler Straße 129 ·        | Isidor Stegmann             | 14. Dez. 2015                                                                                   | Hier wohnte Isidor Stegmann Jg. 1923 „Polenaktion“ 1938 Bentschen / Zbaszyn Ghetto Warschau ermordet                               |                 |           |
| Weseler Straße 129 ·        | Minna Stegmann              | 14. Dez. 2015                                                                                   | Hier wohnte Minna Stegmann Jg. 1925 „Polenaktion“ 1938 Bentschen / Zbaszyn Schicksal unbekannt                                     |                 |           |
| Wilhelmstraße 49 ·          | Luise Romstedt              |                                                                                                 | Hier wohnte Luise Romstedt Jg. 1888 im Widerstand Gestapohaft 1935–45 tot 1945 Haftfolgen                                          |                 |           |

## Neumühl
| Adresse           | Name            | Verlegedatum | Inschrift | Bild | Anmerkung |
| ----------------- | --------------- | ------------ | --- | ---- | --------- |
| Bastenstraße 44 · | Moses Fransmann |              | Hier wohnte Moses Fransmann Jg. 1901 Flucht 1933 Holland interniert Westerbork deportiert 1942 Auschwitz ermordet 14.1.1943 |      |           |
| Fiskusstraße 16 · | Albert Cipek    |              | Hier wohnte Albert Cipek Jg. 1885 tot in Gestapohaft                                                                        |      |           |
| Lehrerstraße 2 ·  | Fritz Mühlstein |              | Hier wohnte Fritz Mühlstein Jg. 1888 Haft 1933 KZ Dachau deportiert 1942 Theresienstadt ermordet 1945 Auschwitz             |      |           |

## Obermarxloh
| Adresse             | Name           | Verlegedatum  | Inschrift                                                                               | Bild            | Anmerkung |
| ------------------- | -------------- | ------------- | --------------------------------------------------------------------------------------- | --------------- | --------- |
| Halfmannstraße 52 · | Mirel Kibel    | 11. Aug. 2010 |                                                                                         | Bild gesucht BW |           |
| Kleiststraße 25 ·   | Kurt Schindler |               | Hier wohnte Kurt Spindler Jg. 1904 im Widerstand deportiert KZ Wesermünde ermordet 1943 |                 |           |